# IC 1445
IC 1445 ist eine linsenförmige Galaxie vom Hubble-Typ E-S0 im Sternbild Aquarius auf der Ekliptik. Sie ist schätzungsweise 121 Millionen Lichtjahre von der Milchstraße entfernt.
Das Objekt wurde am 13. Oktober 1887 von Ormond Stone entdeckt.